# Lijst van nummer 1-hits in de Q25 in 2018
Deze hits stonden in 2018 op nummer 1 in de Q25:
| Datum        | Artiest                  | Titel                   |
| ------------ | ------------------------ | ----------------------- |
| 5 januari    | Imagine Dragons          | Whatever It Takes       |
| 12 januari   | Dua Lipa & Chris Martin  | Homesick                |
| 19 januari   | Dua Lipa & Chris Martin  | Homesick                |
| 26 januari   | Dua Lipa & Chris Martin  | Homesick                |
| 9 februari   | BLØF                     | Zoutelande              |
| 16 februari  | BLØF                     | Zoutelande              |
| 23 februari  | Luis Fonsi & Demi Lovato | Echame La Culpa         |
| 2 maart      | Luis Fonsi & Demi Lovato | Echame La Culpa         |
| 16 maart     | Luis Fonsi & Demi Lovato | Echame La Culpa         |
| 23 maart     | The Script               | Arms Open               |
| 6 april      | The Script               | Arms Open               |
| 13 april     | The Script               | Arms Open               |
| 20 april     | Shawn Mendes             | In My Blood             |
| 27 april     | Shawn Mendes             | In My Blood             |
| 11 mei       | Shawn Mendes             | In My Blood             |
| 18 mei       | Ed Sheeran               | Happier                 |
| 25 mei       | Michael Schulte          | You Let Me Walk Alone   |
| 1 juni       | Michael Schulte          | You Let Me Walk Alone   |
| 8 juni       | Michael Schulte          | You Let Me Walk Alone   |
| 15 juni      | Helene Fischer           | Atemlos Durch Die Nacht |
| 22 juni      | Helene Fischer           | Atemlos Durch Die Nacht |
| 6 juli       | Helene Fischer           | Atemlos Durch Die Nacht |
| 13 juli      | Álvaro Soler             | La Cintura              |
| 20 juli      | Álvaro Soler             | La Cintura              |
| 3 augustus   | Álvaro Soler             | La Cintura              |
| 10 augustus  | George Ezra              | Shotgun                 |
| 17 augustus  | George Ezra              | Shotgun                 |
| 24 augustus  | George Ezra              | Shotgun                 |
| 31 augustus  | Imagine Dragons          | Natural                 |
| 7 september  | Imagine Dragons          | Natural                 |
| 14 september | Imagine Dragons          | Natural                 |
| 28 september | Imagine Dragons          | Natural                 |
| 5 oktober    | Imagine Dragons          | Natural                 |
| 12 oktober   | Imagine Dragons          | Natural                 |
| 19 oktober   | Davina Michelle          | Duurt te lang           |
| 26 oktober   | Davina Michelle          | Duurt te lang           |
| 2 november   | Davina Michelle          | Duurt te lang           |
| 9 november   | Davina Michelle          | Duurt te lang           |
| 16 november  | Davina Michelle          | Duurt te lang           |
| 30 november  | Davina Michelle          | Duurt te lang           |
| 7 december   | Ava Max                  | Sweet but Psycho        |
| 14 december  | Panic! at the Disco      | High Hopes              |
| 21 december  | Panic! at the Disco      | High Hopes              |

Nummer 1-hits per jaar:
2017
2018